# Galiella
Galiella is een geslacht van schimmels behorend tot de familie Sarcosomataceae. De typesoort is Galiella rufa.

## Soorten
Volgens Index Fungorum telt het geslacht zeven soorten (peildatum maart 2023):
| Soortnaam           | Auteur(s)                     | Publicatiejaar |
| ------------------- | ----------------------------- | -------------- |
| Galiella amurensis  | (Lj.N. Vassiljeva) Raitv.     | 1965           |
| Galiella coffeata   | Gamundí                       | 1971           |
| Galiella japonica   | (Yasuda) Y. Otani             | 1980           |
| Galiella rufa       | (Schwein.) Nannf. & Korf      | 1957           |
| Galiella sinensis   | J.Z. Cao                      | 1992           |
| Galiella spongiosa  | (Berk. & M.A. Curtis) Pfister | 1974           |
| Galiella thwaitesii | (Berk. & Broome) Nannf.       | 1957           |